# Seifenkräuter
Die Seifenkräuter (Saponaria) bilden eine Pflanzengattung innerhalb der Familie der Nelkengewächse (Caryophyllaceae). Die etwa 43 Arten sind im gemäßigten Eurasien und Nordafrika verbreitet.
Der Inhaltsstoff Saponin (im Rhizom 2 bis 5 %) schäumt in wässriger Lösung (Wurzelabkochung) wie Seife. Das Gewöhnliche Seifenkraut (Saponaria officinalis) wurde bereits im Altertum zum Waschen der Wolle und später auch zur Reinigung von Kleidern mit empfindlichen Farben verwendet. Schon Hippokrates (* um 460 v. Chr.; † um 370 v. Chr.) kannte dieses Waschmittel. In Deutschland reinigte man bis ins ausgehende 19. Jahrhundert die Kleidung mit einem Wurzelaufguss des Seifenkrauts, ehe maschinelle Hilfsmittel und industriell gefertigte Waschmittel die Reinigung fundamental veränderten.

## Beschreibung

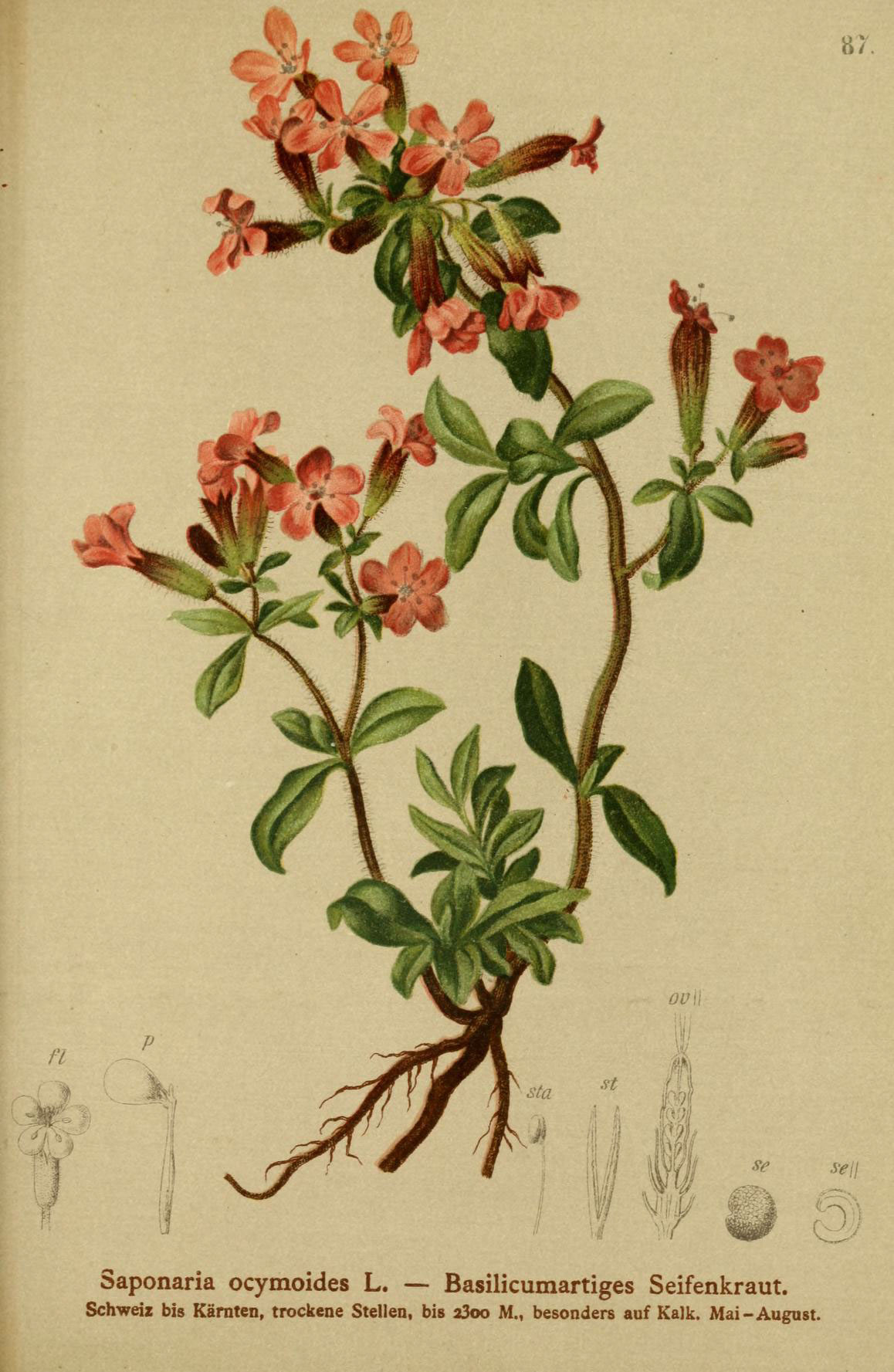
Illustration aus Atlas der Alpenflora des Rot-Seifenkraut (Saponaria ocymoides)

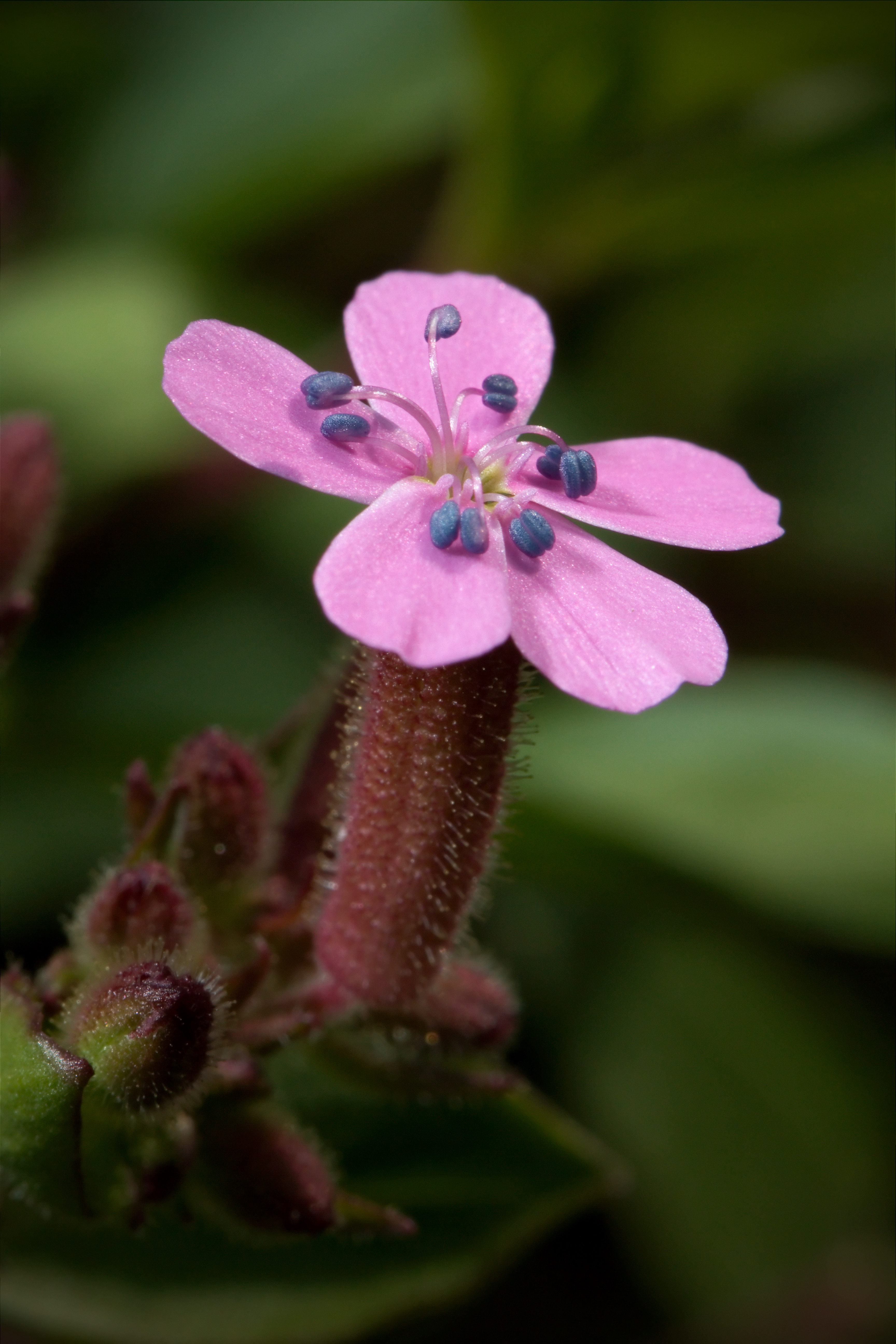
Fünfzählige Blüte im Detail vom Rot-Seifenkraut (Saponaria ocymoides)

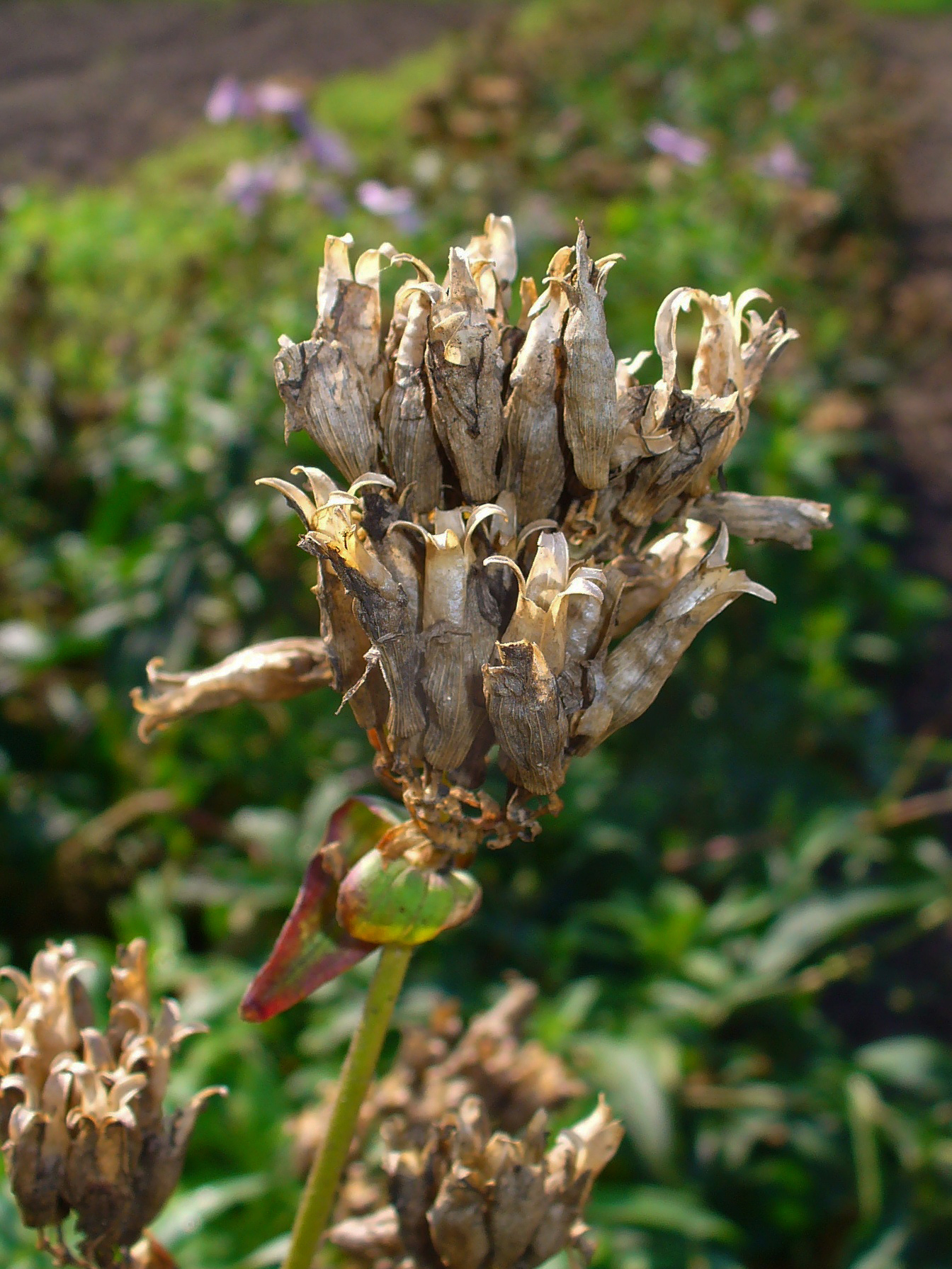
Kapselfrüchte des Gewöhnlichen Seifenkraut (Saponaria officinalis)

### Vegetative Merkmale
Die Seifenkraut-Arten sind ausdauernde, selten einjährige krautige Pflanzen. Die oberirdischen Pflanzenteile sind kahl bis mehr oder weniger drüsig behaart.
Die Laubblätter sind gegenständig angeordnet. Die Blattspreiten sind einfach.

### Generative Merkmale
Die Blüten stehen selten einzeln, meist in lockeren oder dichten, rispigen oder kopfigen, zymösen Blütenständen zusammen. Die Tragblätter sind krautig, Vorblätter fehlen. Es ist ein kurzes Karpophor vorhanden.
Die meist zwittrigen Blüten sind radiärsymmetrisch und fünfzählig mit doppelter Blütenhülle. Die fünf Kelchblätter sind zu einem zylindrische Kelch verwachsen. An den Verwachsungsstellen fehlen trockenhäutige Verbindungen, oder sie sind sehr schmal. Der Kelch besitzt 15 bis 25 undeutliche Nerven und endet in fünf Kelchzähnen. Die fünf freien Kronblätter bestehen aus Nagel und Platte, Schlundschuppen sind meist vorhanden. Es sind zehn Staubblätter vorhanden. Auf dem einkammerigen Fruchtknoten befinden sich meist zwei oder selten drei Griffel.
Die Kapselfrüchte öffnen sich mit meist vier oder selten sechs Zähnen. Die Samen sind nierenförmig bis fast kugelig. Der Embryo ist gebogen.

### Chromosomensätze
Die Chromosomengrundzahl beträgt x = 7; es kommen die Chromosomenzahl 2n = 28 oder 56 vor.

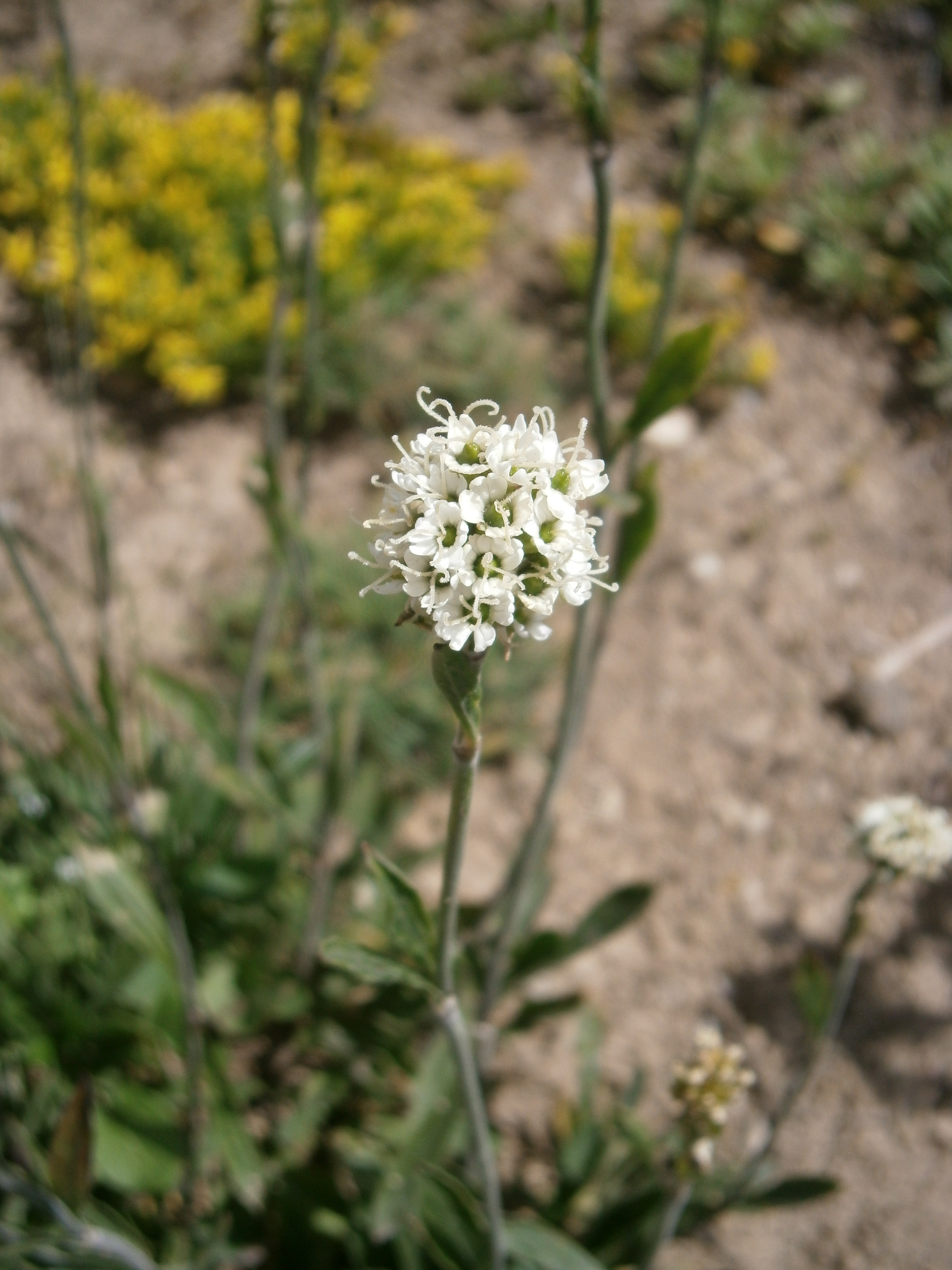
Saponaria bellidifolia

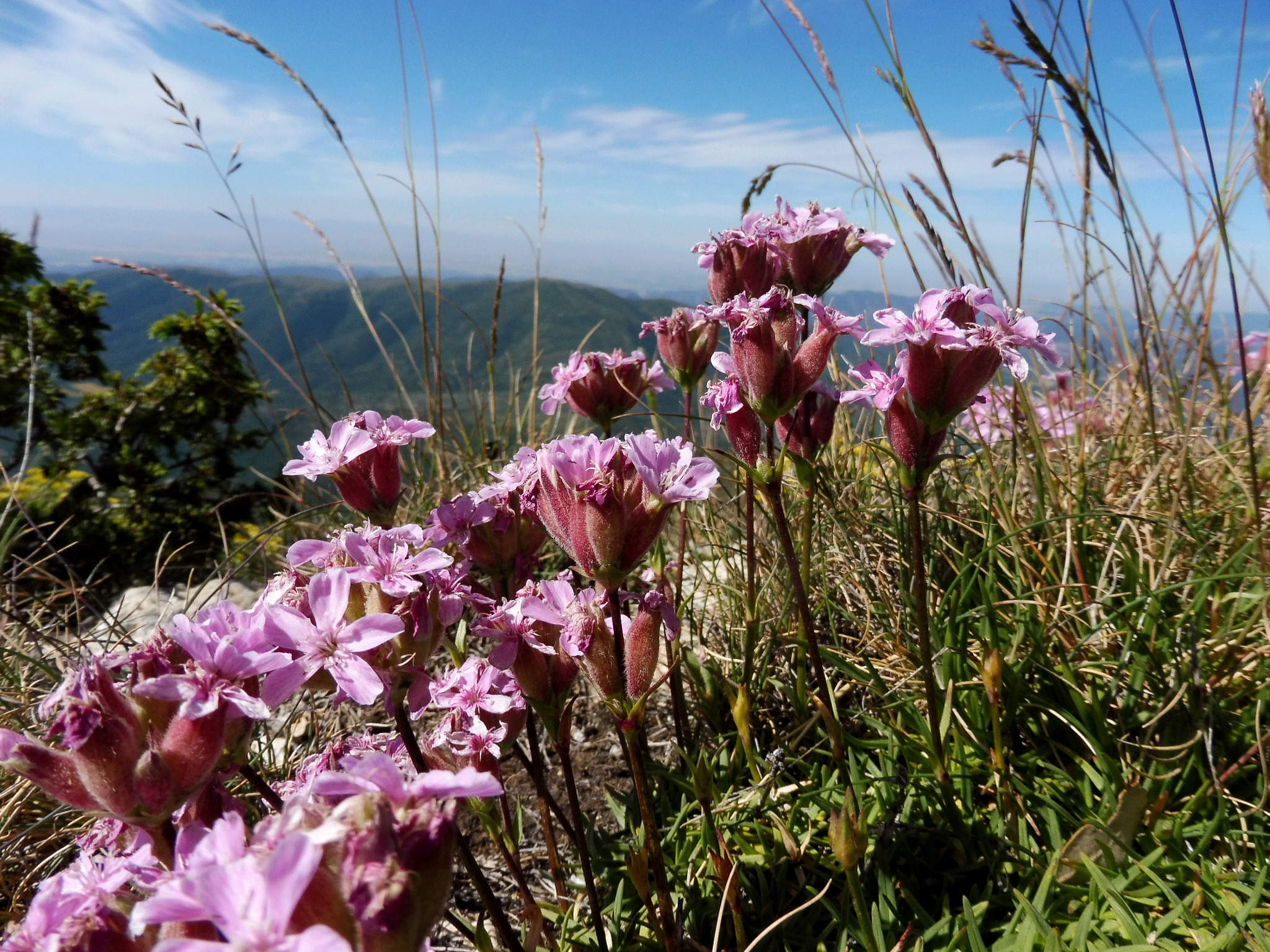
Saponaria caespitosa

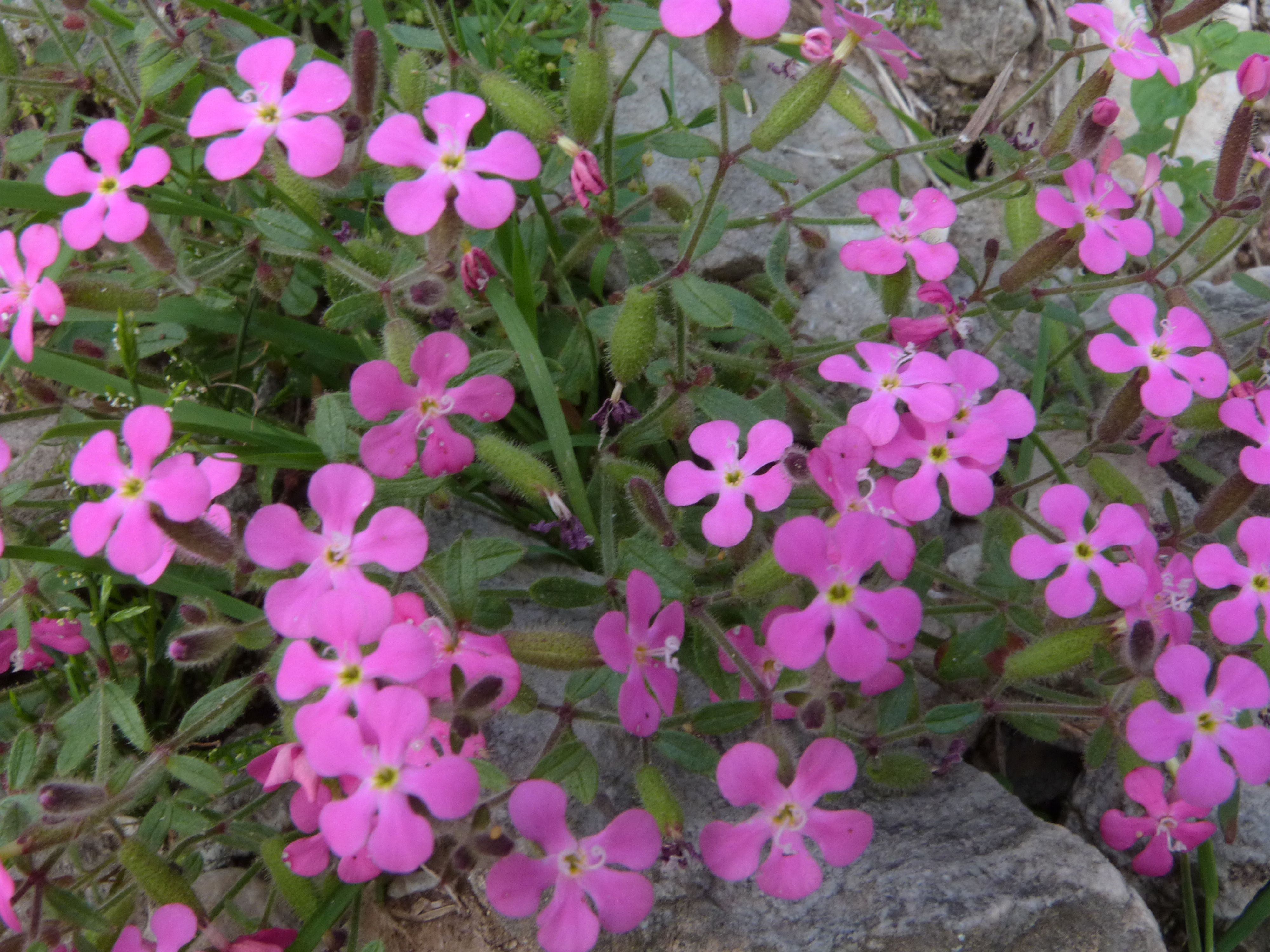
Saponaria calabrica

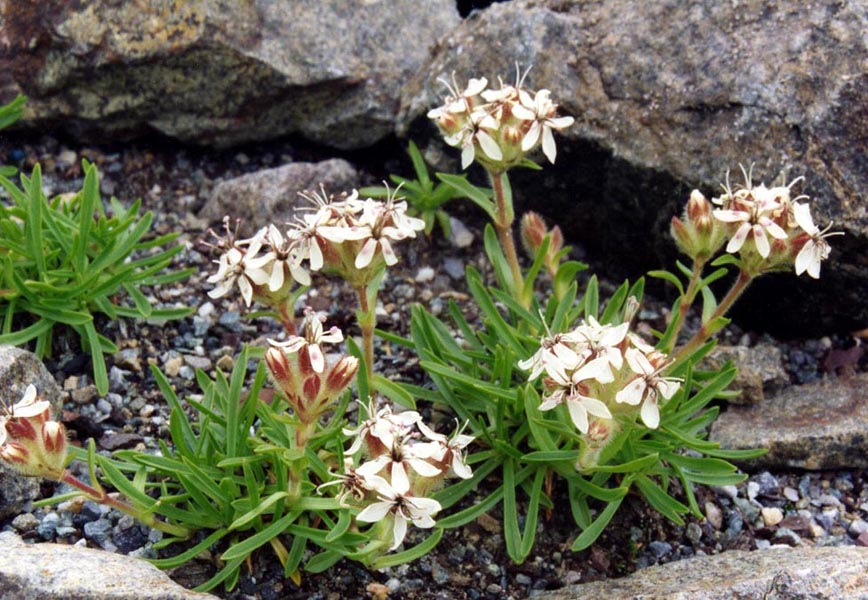
Gelbes Seifenkraut (Saponaria lutea)

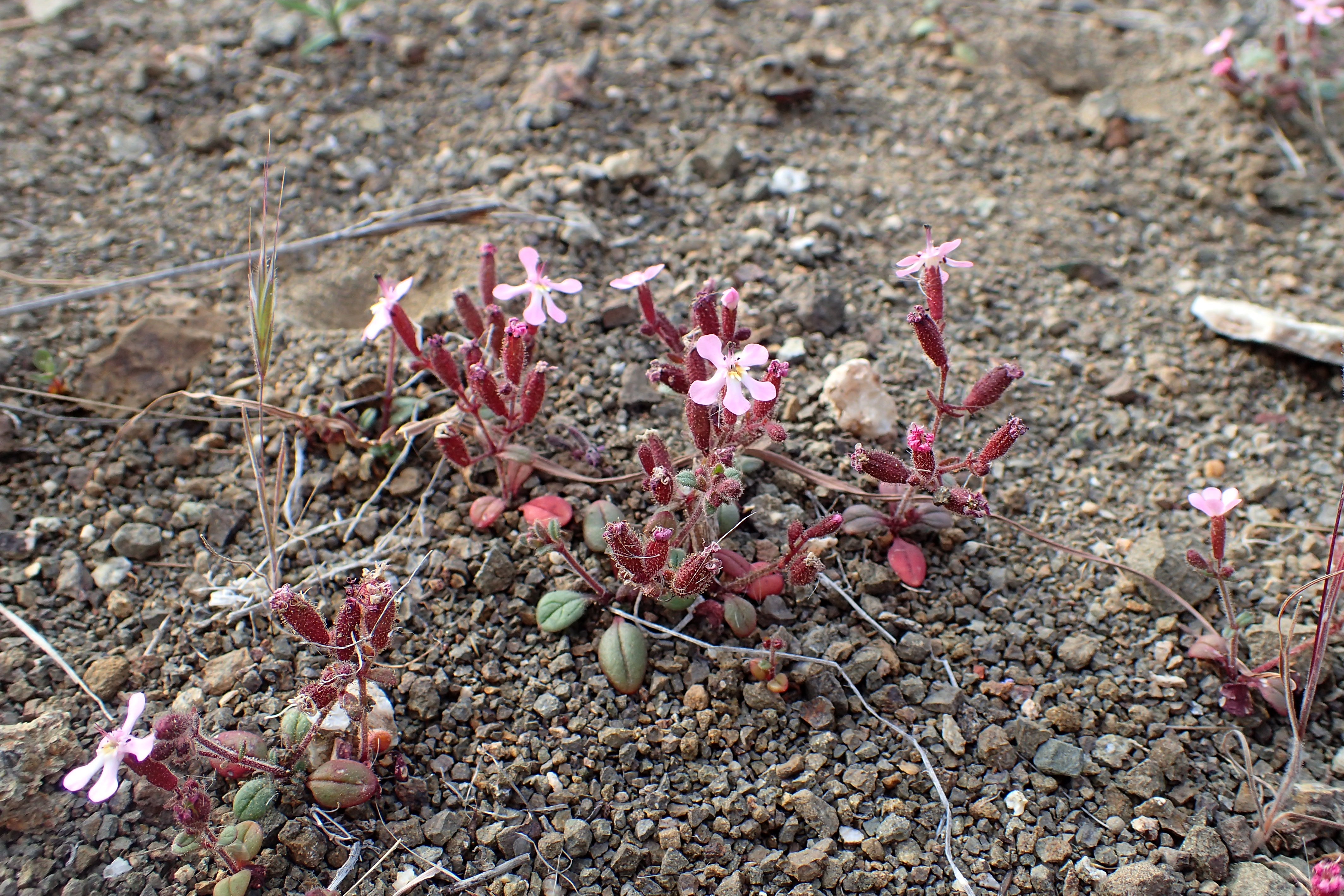
Saponaria mesogitana

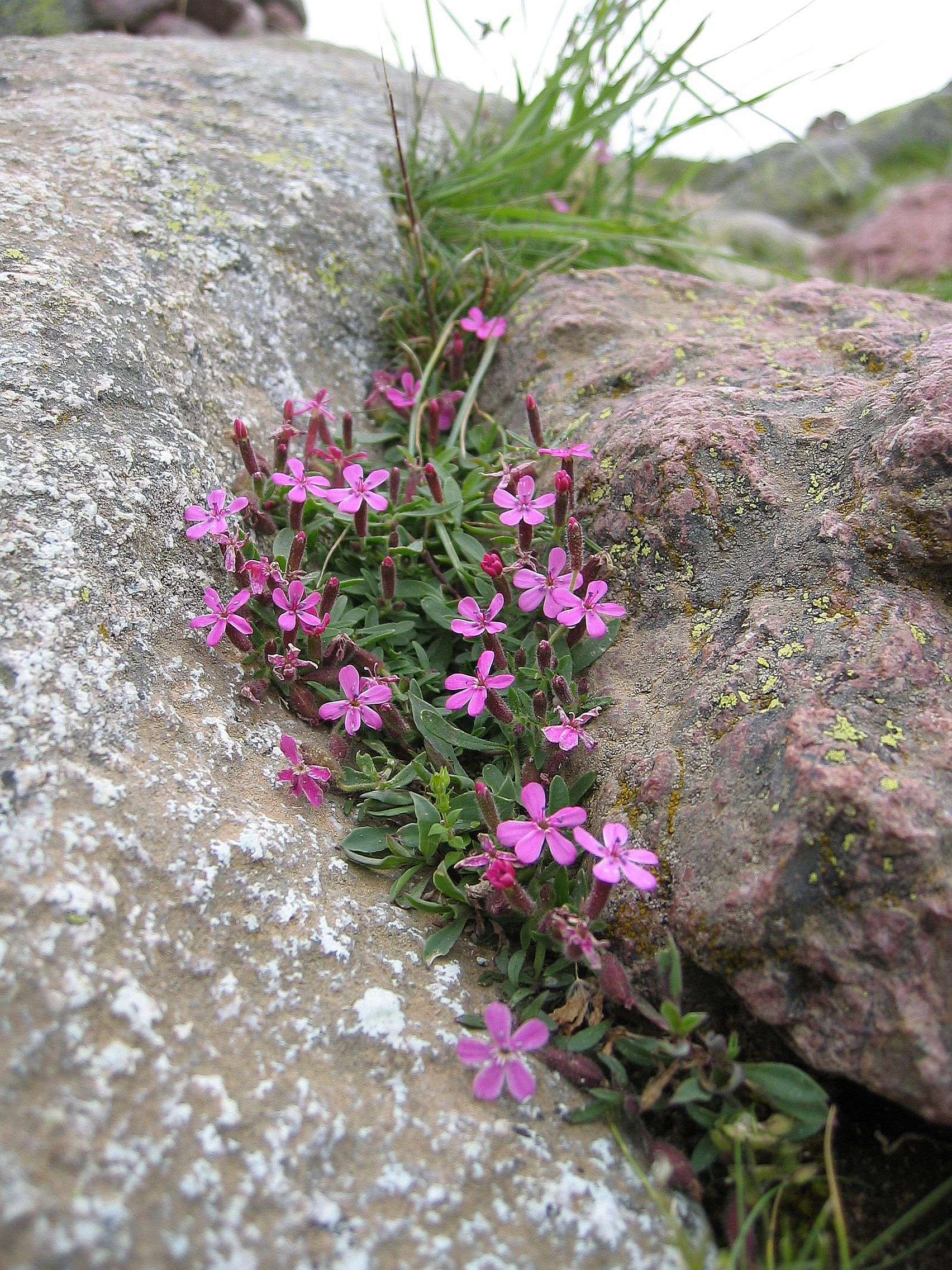
Rot-Seifenkraut (Saponaria ocymoides subsp. alsinoides)

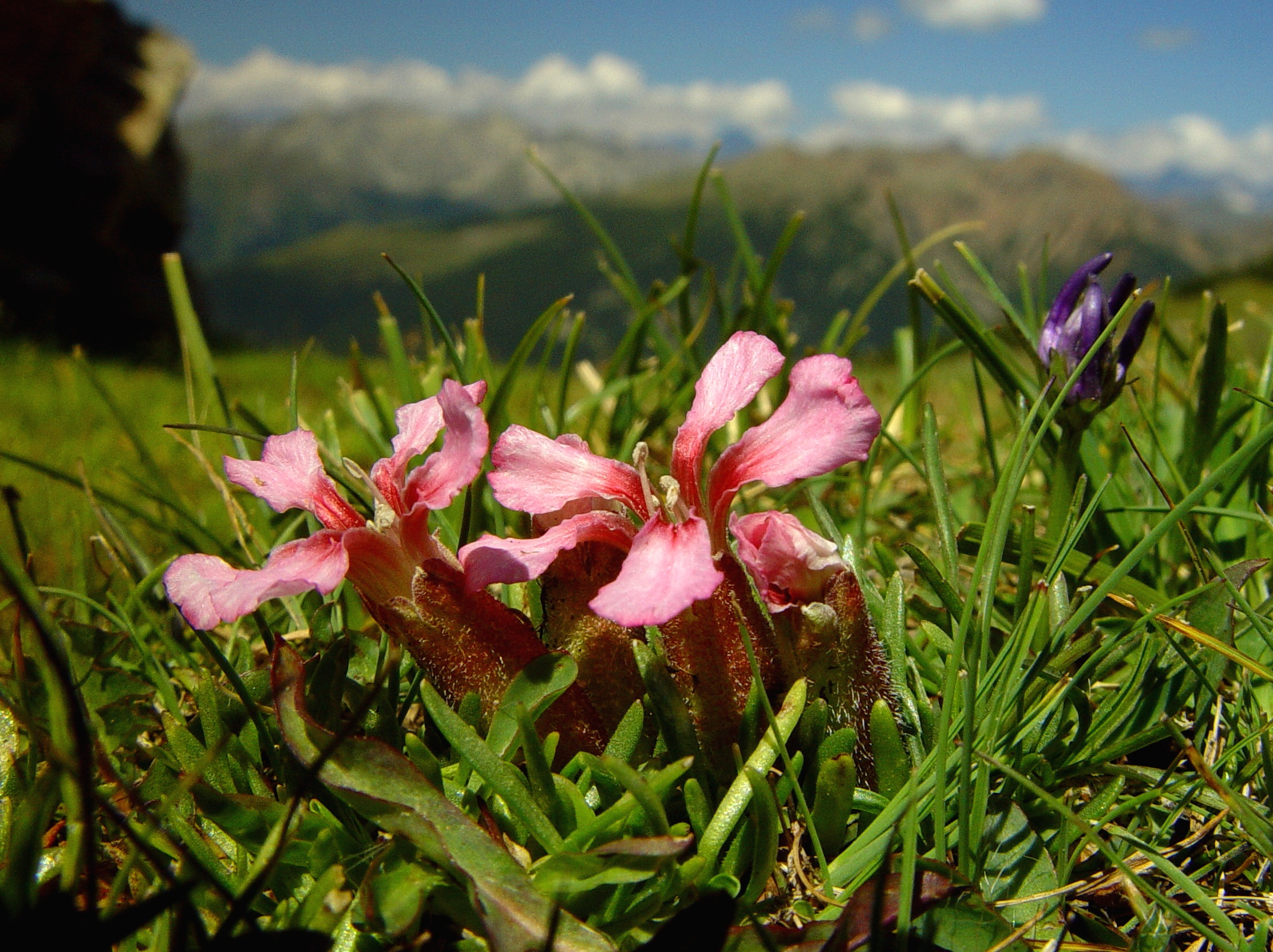
Zwerg-Seifenkraut (Saponaria pumila)

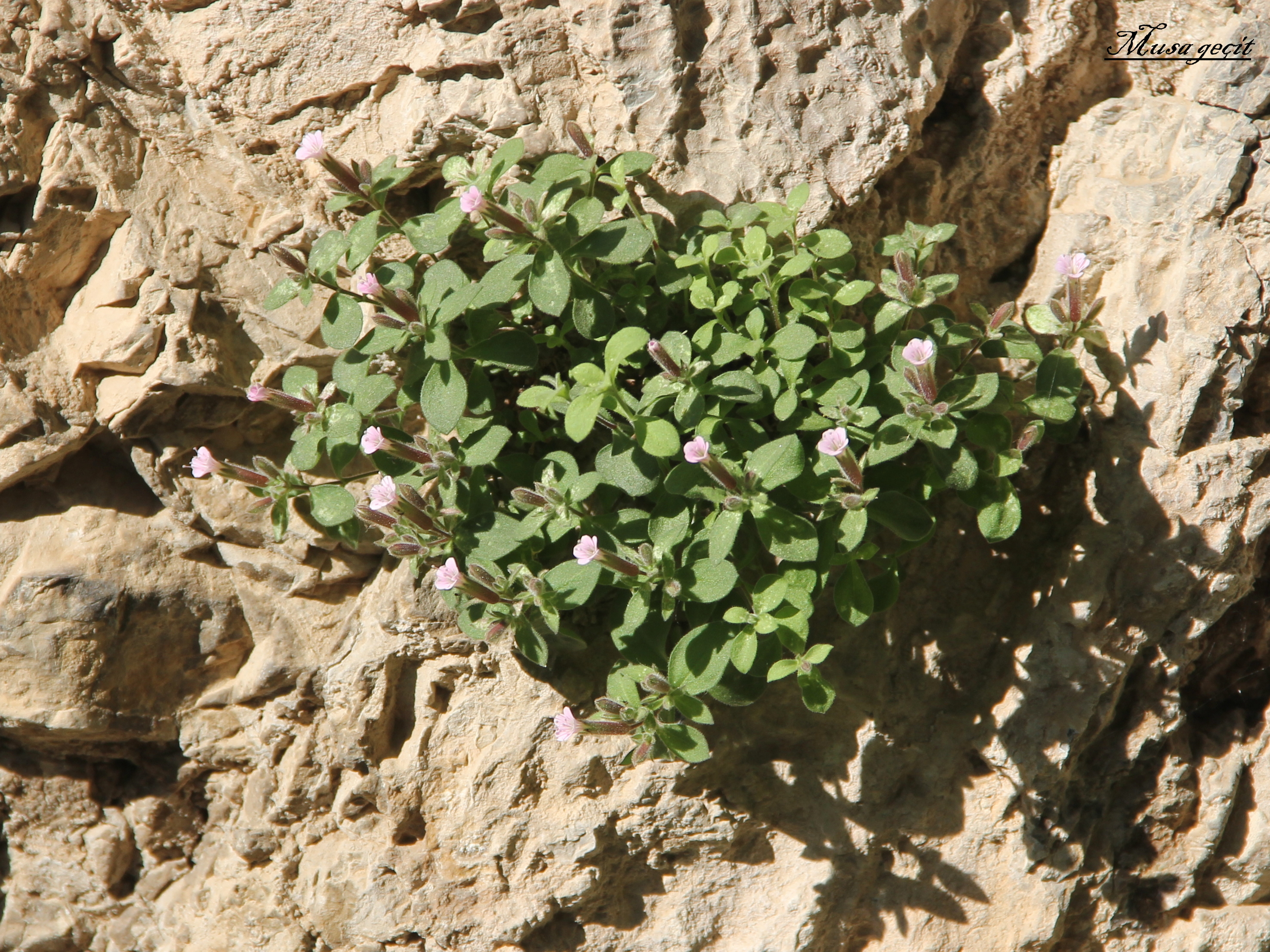
Saponaria suffruticosa

## Systematik und Verbreitung
Die Gattung Saponaria wurde 1753 durch Carl von Linné in Species Plantarum, Tomus I, 408 mit Diagnose in Genera Plantarum, Editio quinta, 1754, Seite 191 aufgestellt. Der Gattungsname Saponaria leitet sich vom lateinischen Wort sapo für „Seife“ ab.
Saponaria-Arten sind im gemäßigten Eurasien verbreitet, mit Schwerpunkt im Mittelmeerraum und in der Irano-Turanischen Region vorkommen.
Es gibt etwa 43 Saponaria-Arten:
- Saponaria bargyliana Gomb.: Sie kommt in Syrien vor.[6]
- Saponaria bellidifolia Sm.: Sie kommt auf der Balkanhalbinsel, in Rumänien, Italien, Frankreich und Spanien vor.[6]
- Saponaria bodeana Boiss.: Sie kommt im nördlichen Iran vor.[7]
- Saponaria caespitosa DC.: Sie kommt nur in Spanien und Frankreich vor.[6]
- Saponaria calabrica Guss.: Sie kommt nur in Italien, der Balkanhalbinsel, auf Inseln der Ägäis und in der Türkei vor.[6]
- Saponaria cerastoides Fisch. & C.A.Mey.: Sie kommt von der nordöstlichen Türkei bis zum nördlichen Iran vor.[7]
- Saponaria chlorifolia (Poir.) Kunze (Syn.: Cyathophylla chlorifolia (Poir.) Bocquet & Strid): Sie kommt in Griechenland und in der Türkei vor.[6]
- Saponaria cypria Boiss.: Dieser Endemit kommt nur auf Zypern vor.[6]
- Saponaria dalmasii Boiss.: Sie kommt nur in der südwestlichen Türkei vor.[6]
- Saponaria emineana Y.Gemici & Kit Tan: Sie wurde 2011 aus Westanatolien im asiatischen Teil der Türkei erstbeschrieben.[8]
- Saponaria glutinosa M.Bieb.: Sie ist in Süd- und Südosteuropa, in Nordafrika und in der Türkei verbreitet.[6]
- Saponaria griffithiana Boiss. (Syn.: Pleioneura griffithiana (Boiss.) Rech. f.): Sie kommt von Afghanistan und Pakistan bis Zentralasien vor.[7][3]
- Saponaria gypsacea Vved.: Sie kommt in Zentralasien in Tadschikistan und Usbekistan vor.[9]
- Saponaria halophila Hedge & Hub.-Mor.: Sie kommt in der Türkei vor.[6]
- Saponaria intermedia Simmler (Syn.: Saponaria haussknechti Simmler, Saponaria sicula subsp. intermedia (Simmler) Chater): Sie kommt auf der Balkanhalbinsel vor.[6]
- Saponaria iranica Dashti, Assadi & Sharifnia: Sie kommt im Iran vor.[10]
- Saponaria jagelii Phitos & Greuter: Sie kommt nur in Griechenland vor.[6]
- Saponaria karapinarensis Vural & N.Adıgüzel: Sie kommt im asiatischen Teil der Türkei vor.[11]
- Saponaria kermanensis Bornm.: Sie kommt vom südlichen Iran bis Afghanistan vor.[7]
- Saponaria kotschyi Boiss.: Sie kommt in der Türkei vor.[6]
- Gelbes Seifenkraut (Saponaria lutea L.): Es kommt in Frankreich, Italien und in der Schweiz vor.[6]
- Saponaria mesogitana Boiss.: Sie kommt von der westlichen Türkei und dem westlichen Syrien bis Israel vor.[6]
- Rot-Seifenkraut, Rotes Seifenkraut (Saponaria ocymoides L.)[6]
- Gewöhnliches Seifenkraut (Saponaria officinalis L.)[6][7]
- Saponaria orientalis L.: Sie kommt in Südwestasien vor.[6][7]
- Saponaria pachyphylla Rech. f.: Sie kommt in Afghanistan und Pakistan vor.[7]
- Saponaria pamphylica Boiss. & Heldr.: Sie kommt in der südwestlichen Türkei vor.[6]
- Saponaria picta Boiss.: Sie kommt in der nordöstlichen Türkei vor.[6]
- Saponaria pinetorum Hedge: Sie kommt in der südwestlichen Türkei vor.[6]
- Saponaria prostrata Willd.: Sie kommt in der westlichen und in der zentralen Türkei vor.[6]
- Zwerg-Seifenkraut (Saponaria pumila Janch., Syn.: Saponaria pumilio (L.) A.Braun non Boiss.): Sie kommt nur in Österreich, Italien und in Rumänien vor.[6]
- Saponaria pumilio Boiss. (Syn.: Saponaria pulvinaris Boiss.): Sie kommt von der Türkei bis zum Libanon vor.[6]
- Saponaria sicula Raf.: Sie kommt auf der Balkanhalbinsel, in Algerien, auf Sardinien und Sizilien vor.[6]
- Saponaria spathulifolia (Fenzl) Vved.: Sie kommt in Zentralasien vor.[9]
- Saponaria stenopetala Rech. f.: Sie kommt in Afghanistan vor.[7]
- Saponaria stranjensis Jordanov: Sie kommt nur in Bulgarien vor.[6]
- Saponaria subrosularis Rech. f.: Sie kommt in Pakistan vor.[7][3]
- Saponaria suffruticosa Nábělek: Sie kommt in der Türkei und im Irak vor.[12]
- Saponaria syriaca Boiss.: Sie kommt in der südlichen Türkei vor.[6]
- Saponaria tridentata Boiss.: Sie kommt von der östlichen Türkei bis zum nördlichen Irak vor.[6]
- Saponaria viscosa C.A.Mey.: Sie kommt in Armenien und im Iran vor.[6][7]

Hybriden:

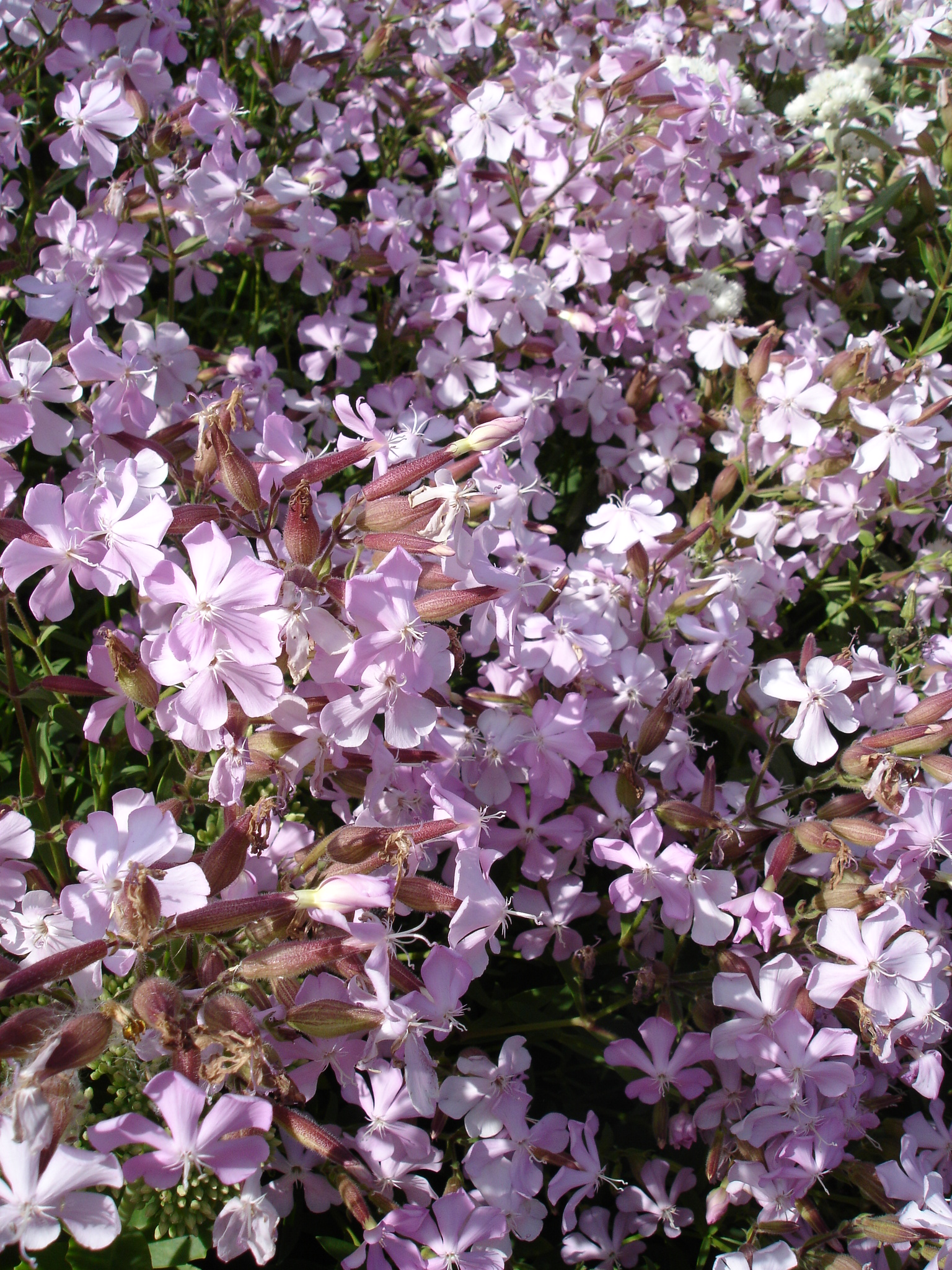
Saponaria ×lempergii

- Saponaria ×lempergii Wocke (Saponaria cypria × Saponaria haussknechti)
- Saponaria ×olivana Wocke (Saponaria caespitosa × Saponaria pumila)
- Saponaria ×wiemanni Fritsch (Saponaria caespitosa × Saponaria lutea)

Nicht mehr zur Gattung Saponaria wird gerechnet:
- Saponaria atocioides Boiss. → Silene aegyptiaca (L.) L. f.
- Gypsophila floribunda (Kar. & Kir.) Turcz. ex Ledeb. ← Syn.: Saponaria floribunda (Kar. & Kir.) Boiss., Psammophiliella floribunda (Kar. & Kir.) Ikonn.[14][15]
- Gypsophila makranica (Rech. f.) Ghaz. (Syn. : Saponaria makranica Rech.f.)[14]